# Йълдъз Ибрахимова
Йълдъз Ибрахимова (на турски: Yıldız İbrahimova) е българска певица от турски произход, един от най-популярните изпълнители на джаз в България. Тя изпълнява също български, турски и цигански фолклорни песни, руски романси.

## Биография
Родена е на 8 април 1952 г. в Силистра. Завършва Музикалното училище и Музикалната академия в София.
Дебютът ѝ като джаз певица е в популярния по онова време столичен джаз клуб „Операта“ с квартета на Марио Станчев. Пред публиката я представя известният наш джаз-пианист, лидер на формацията. Първата ѝ голяма изява е като солистка на Биг бенда на БНР с диригент Вили Казасян – концерт, излъчен по БНТ.
Първото ѝ участие на световен фестивал е през 1981 г. на фестивала в Хюстън, САЩ. След това участва на фестивали в Памплона (Испания), Париж, Нанси и Мюлюз (Франция), Инсбрук (Австрия), Берлин, Дуисбург и Viersen (Германия), Кноке (Белгия), Прага и Зилина (Чехия), Атина и Солун (Гърция), Анкара, Истанбул и Измир (Турция), Ниш, Белград (Сърбия), Москва, Криворог и Новосибирск (бивш СССР), София и Варна (България) и други.
По време на Възродителния процес властта я принуждава да си смени името с „българско“ и тя избира Сузана Ерова.
От началото на 90-те години живее в Турция. През 1993 г. се омъжва за турския политик от български произход Али Динчер, бивш кмет на Анкара, депутат. Той умира през 2007 г. Имат дъщеря Суна, която също е тръгнала по пътя на музика, учейки контрабас и пиано.
Гласът на Йълдъз звучи в спектакъла на Нешка Робева „Два свята“, във филмите „АкаТаМус“ и „Мера според мера“ на режисьора Георги Дюлгеров, „Лабиринти“ – реж. Анри Кулев, а също в много анимационни и документални филми.
Сред имената, с които Йълдъз Ибрахимова работи, са Антоан Ерве, Франсоаз и Луи Монтен, Ив Робер, Иво Папазов – Ибряма, Жан Луи Лоньон, Лайош Дудаш, Майкъл Алперин, Окай Темиз, Aнатолий Вапиров, Владимир Тарасов, Петер Ковалд, Антони Дончев, Васил Пармаков, Урс Лимгрубер, Рудолф Дашек, Зина Паркинс, Карло Рицо, Кристоф Хаберер, Венци Такев и много други. Има реализирани проекти със Симфоничния оркестър на Българското национално радио, Президентския симфоничен оркестър, Симфоничния оркестър на Измир, Симфоничния оркестър на Истанбул (Турция), Петербургската филхармония и други.

## Дискография[1]
- 1979 – Турски народни песни LP, Балкантон, София
- 1981 – Naissus Jazz-81-LP, Discos, Ниш, Сърбия
- 1987 – Джаз и още нещо LP, Балкантон, София
- 1989 – Момичето с прекрасните очи LP, Балкантон, София
- 1991 – Paris – Zagreb, с Antoine Herve qintet, CD-DEUX Z, Париж, Франция
- 1992 – Илюзия за вечност LP, Балкантон, София
- 1992 – Трудният път до свободата CD, с Анатолий Вапиров, AVA Records, София
- 1995 – Ișığın Sesi (Гласът на дъгата), Raks Music, Истанбул, Турция
- 1997 – Balkanatolia (Балканатолия), с участието на Иво Папазов, Raks Music, Истанбул
- 1997 – Chamber Music Life CD, Pannon Classic
- 1999 – Marcanja e Romeskere Gilya (Марджанджа – песните на циганина), Universal Music Turkey
- 1999 – Тракийска рапсодия CD, Labor Records – New York
- 2000 – Marcanja – Songs of the Gypsy, Virginia Records – Universal Music Bulgaria
- 2003 – Çocukça Șarkılar (Песни за деца), Boyut, Истанбул
- 2003 – Песни за малки и големи, Virginia Records – Universal Bulgaria
- 2005 – 30 години на сцената, Virginia Records
- 2009 – Back to my Love-Virginia Records – Bulgaria, София
- 2011 – Balkanatolia 2-Annemden Rumeli Türküleri-Kalan-Turkey

## Признание и награди
През 1998 г. печели наградата на турското списание „Jazz“ за вокалист на годината. Същата година е удостоена с приза „Баларт“ на сдружение „Българска духовност“ – за изключителен принос в приобщаването на балканската култура към световната. Носител е на най-голямата награда на Съюза на музикалните и танцови дейци в България – „Кристална лира“. А на Световния форум за екология и социално развитие в Йоханесбург – Южна Африка през 2002 г. е специален посланик на ООН. Там изнася концерт, на който представя България и Турция. Едно от последните признания е наградата за изключителен принос в развитието на джаза, както и за най-добра промоция на джаз за 2009 г. от Международния джаз-фестивал „Нишвил“.